# L'Antre
Pour les articles homonymes, voir Antre.
L'Antre (The Lair) est une série télévisée américaine en 28 épisodes de 25 minutes créée par Fred Olen Ray et diffusée entre le 1er juin 2007 et le 27 novembre 2009 sur Here!.
Cette série est inédite dans les pays francophones.

## Synopsis
L'Antre est une série qui a pour cadre une petite localité dont la localisation exacte reste inconnue du spectateur.
La série s'ouvre avec le personnage de Thom, journaliste pour un quotidien local, enfermé dans une cellule. Il commence à enregistrer une histoire sur un dictaphone : il reste douze heures avant que le soleil ne se couche, il ne lui reste plus que douze heures à vivre. Le reste de la série est un flash-back racontant les événements qui amènent à cette scène d'ouverture.
Un jeune homme prénommé Éric rentre dans un club privé, L'antre. Il y rencontre le gérant, Colin, avec qui il a une relation sexuelle. Colin, qui se révèle être un vampire, attaque Éric et le tue. Damian, le chef des vampires, ordonne à Frankie de se débarrasser du corps du garçon. Le lendemain, le shérif retrouve le corps, le dernier de ce qui semble être l'œuvre d'un tueur en série.
Thom rencontre Frankie, qui lui donne un collier appartenant à Éric. Sa collaboratrice Laura reconnaît le collier : il s'agit d'une amulette qu'elle a vue dans un livre sur les mythes et légendes de la côte. Plus tard, chez lui, Jonathan, le petit ami de Thom, pique une crise de jalousie, s'empare du collier et part à la recherche de Franckie au Repaire où il se fait finalement attaquer par Damian qui le laisse pour mort.
Jonathan survit à l'attaque mais est amené d'urgence à l'hôpital. Thom et Laura font de plus amples recherches sur l'histoire de la côte et émettent l'hypothèse suivante : une bande de vampires serait à l'origine des meurtres des inconnus. Damian travaille sur un autoportrait qui, tel celui de Dorian Gray, serait selon lui le gardien de sa malédiction. Colin et lui décident d'éliminer Jonathan. Plus tard, il invoque Éric à venir à lui - le cadavre de ce dernier se lève et quitte la morgue.
Damian présente Éric au cercle des initiés de l'Antre. Thom, à la recherche de réponses quant à l'attaque subie par Jonathan, prend Frankie en filature et le suit jusqu'au club. Frankie, terrifié, refuse de l'aider. Damian voit la carte de Thom, établit quelque liaison télépathique avec lui et lui ordonne de se pendre. Laura arrive juste à temps pour le sauver. Damian se rend ensuite dans la chambre d'hôpital de Jonathan pour le tuer mais Thom et Laura l'en empêchent. Secoué, Damian confie à Colin que Thom est le double de Richard DeVere, le vampire qui a peint le portrait et transformé Damian. Damian a tué DeVere en lui plantant un pieu dans le cœur, puis lui a dérobé le portrait, dont le visage peint porte désormais la preuve de son terrible acte.
Dr Belmont et le shérif Trout, après avoir découvert une marque sur la main d'Éric, sont étonnés de retrouver la même marque sur les mains de Jonathan et de Thom. Le médecin injecte un sérum à Jonathan qui revient à lui, mais frappé d'amnésie. Au club, Damian prend mentalement possession de Thom et l'invite à le rejoindre. Pendant ce temps, Colin réussit à convaincre Frankie de comploter contre Damian. Damian, encore un peu sceptique à l'idée que Thom serait la réincarnation de DeVere, conduit Thom jusqu'au portrait... qui a disparu.
Le shérif arrive au club où il aperçoit Éric l'espace d'un instant. Trout prévient Damian qu'il gardera un œil sur les activités du club. Les docteurs se rendent compte que la blessure au cou de Jonathan est pratiquement cicatrisée et le renvoient chez lui, escorté par Laura. Damian réunit tous les membres du groupe et accuse l'un d'entre eux de l'avoir trahi, et finit par exiger qu'on lui restitue le portrait. Colin sème le doute dans l'esprit de Damin concernant Éric. Damian amène Thom jusque dans une cellule où il l'enferme et finit par tuer Éric en lui enfonçant un pieu dans le cœur. Le corps d'Éric est une nouvelle fois abandonné et le shérif, perplexe, s'emploie à obtenir un mandat pour l'Antre. Chez Thom et Jonathan, Colin prend mystérieusement le contrôle de Laura et la pousse à tuer Jonathan, qui évite de peu le coup fatal. Laura se lance à sa poursuite quand Jimmy, son petit ami qui la bat, fait irruption dans la maison : elle le poignarde mortellement. Le shérif arrive et l'arrête.
Frankie conduit Damian dans la pièce servant d'entrepôt, en lui disant que le portrait s'y trouve. Colin attaque Damian et l'emmure. Colin va voir Thom dans sa cellule pour lui dire qu'il ne lui reste plus que douze heures à vivre. Le shérif Trout obtient son mandat et se rend à l'Antre, avec Jonathan et l'officier Rogers.
Thom met fin à son enregistrement ; quelques minutes plus tard, la porte de sa cellule s'ouvre miraculeusement. Il s'enfuit : en chemin, il rencontre un vampire auquel il arrache une amulette - le vampire se désintègre. De retour chez lui, il appelle le docteur Belmont qui lui apprend que Laura a été arrêtée.
Au club, Trout, Jonathan et Rogers se séparent. Rogers découvre plusieurs vampires encore endormis : ils se réveillent et l'attaquent. En prison, Laura raconte à Thom que Jonathan est parti au Repaire. Thom part immédiatement à sa recherche. Colin rencontre Jonathan et quelques minutes plus tard, Trout se trouve nez à nez avec Colin. Frankie apparaît et tire sur le shérif qui tire à son tour : Frankie est tué et le shérif gravement blessé. Jonathan s'empare d'un pistolet et tire sur Colin, qui, indemne, s'évapore. Thom arrive sur les lieux et voit Trout sur le sol. Alors qu'il l'aide, Jonathan se transforme en vampire et attaque Thom...

## Distribution
- Peter Stickles : Damian
- David Moretti : Thom
- Dylan Vox : Colin
- Beverly Lynne : Laura
- Brian Nolan : Frankie
- Jesse Cutlip : Jonathan
- Colton Ford : Shérif Trout
- Evan Stone : Jimmy
- Michael Von Steel : Éric
- Arthur Roberts : Dr Belmont
- Ted Newsom : Dr Cooper

## Commentaires
L'Antre est en quelque sorte une série dérivée (spin-off) de Dante's Cove.